# Oxyura maccoa
El pato malvasía africano (Oxyura maccoa), también pato maccao o malvasía maccoa, es una especie de ave anseriforme de la familia Anatidae. Es una especie pequeña de pato zambullidor natural de África. Su distribución comprende el este del continente, desde Etiopía hasta Sudáfrica.
Preferentemente busca espejos de agua con vegetación. La nidada varía entre cuatro y ocho huevos. La incubación toma de 25 a 27 días y es efectuada por la madre. Se alimenta de larvas y huevos de insectos. El largo total es de 48 a 51 cm con un peso máximo de 700 gramos.